# Исландер
Исландер (Icelandair) је исландска национална авио-компанија, са седиштем у Рејкјавику.

## Флота
Флоту Исландера чине:
- 19 Боинг 757
- 2 Боинг 767

Поруџбине:
- 5 Боинг 737
- 4 Боинг 787

Неке од ових авиона Исландер дели са компанијом Лофтлејдир а одређене изнајмљује другим компанијама кроз компанију Ислиз.